# Malacopteron magnirostre
Malacopteron magnirostre là một loài chim trong họ Pellorneidae. Chúng được tìm thấy ở Brunei, Indonesia, Malaysia, Myanmar, Singapore, và Thái Lan. Môi trường sống tự nhiên của chúng là rừng ẩm vùng đất thấp nhiệt đới.